# 東坂町 (磐田市)
東坂町（ひがしざかちょう）は、静岡県磐田市にある町名。郵便番号は438-0086。

## 概要
- 東坂町は磐田市の見付地区内の一つに分布している。

- 2016年（平成28年）2月末時点での東坂町の世帯数は日本人の146世帯。人口は日本人で男では179人、女では155人、総計334人である。なお外国人の世帯数や人口数はいずれもなしである[2]。

- また同町の年齢階層別人口によると高齢化率が22.4%であり、65歳以上が77人、85歳以上が18人である（平成27年12月末時点）[3]。

## 地理
東坂町の周囲には、東には富士見町、南に権現町、北に地脇町と接する。西には今之浦川を超えて馬場町や二番町に接する。

## 交通
- 東坂町内には静岡県道は通過していないが、静岡県道86号磐田インター線（西隣の馬場町や二番町を通過）や静岡県道413号磐田袋井線（南隣の権現町を通過）が同町の近くを通っている。

- 遠鉄バスが東坂町内を走行するが、鉄道は同町には通らず最寄り駅としても南方にあるJR東海東海道本線の磐田駅へは少し距離があるため、同町から遠鉄バスでJR磐田駅北口行きに乗る必要がある。

## 町内周辺の施設や名所
- 宣光寺